# أركادي كوليسنيكوف
اركادي كوليسنيكوف (بالألمانية: Arkadi Georgijewitsch Kolesnikow) (و. 1907 – 1978 م) هو فيزيائي من الإمبراطورية الروسية .
توفي في سيفاستوبول، عن عمر يناهز 71 عاماً.

## التعليم
تعلم في جامعة موسكو التكنولوجية

## جوائز
حصل على جوائز منها:
- الجائزة الحكومية الأوكرانية في العلوم والتقانة [الإنجليزية]‏.